# Línea C4 (Suburbanos Montevideo)
La línea C4 de la red de transporte suburbano de Montevideo une la terminal Baltasar Brum con Parque del Plata.

## Características
Fue creada y operada por la Cooperativa de Ómnibus Ruta Interbalnearia hasta los años sesenta, cuando la Compañía Uruguaya del Transporte Colectivo asume su operación hasta la actualidad.
A diferencia de la línea C3, la cual circula por Camino Carrasco, la línea C4 circula por la Avenida Italia.

## Recorridos
| - Partida (Terminal Baltasar Brum) - Río Branco - Galicia - Julio Herrera y Obes - Paysandú - República - Democracia - Daniel Muñoz - Eduardo Víctor Haedo - Avenida Italia - Avenida Ingeniero Luis Giannasttasio - Ruta Interbalnearia - Calle 20 - Avenida General Artigas - Avenida Mario Ferreira - Las Violetas - Avenida Brigadier General Lavalleja - Tomás Berreta - Blanes - Rambla General José Artigas - Avenida Brigadier General Lavalleja - República Argentina - Calle X1 - Calle 41 - República Argentina - Avenida del Plata, hasta Calle 42 - Terminal Parque del Plata | Retorno (Parque del Plata) - Avenida del Plata - República Argentina - Avenida Brigadier General Lavalleja - Tomás Berreta - Blanes - Rambla General José Artigas - Avenida Brigadier General Lavalleja - Las Violetas - Avenida Mario Ferreira - Diagonal Este - Avenida General Artigas - Trébol - Ruta 11 - Ruta Interbalnearia - Avenida Ingeniero Luis Giannasttasio - Avenida Italia - Doctor Salvador Ferrer Serra - Martín C. Martínez - Avenida Uruguay - Ciudadela - Rambla Franklin Delano Rooselvelt - Galicia - Terminal Baltasar Brum |

## Paradas
Ida

Código de parada	Calle
- 7247	Andén 14
- 7067	Río Negro
- 7069	Yaguarón
- 7066	Minas
- 7065	Daniel Fernández Crespo
- 6709	Plaza Líber Seregni
- 6708	Acevedo Díaz
- 6471	Presidente Batlle
- 6472	Luis Sambucetti
- 6455	Doctor José Brito Foresti
- 6464	Doctor Francisco Simón
- 6463	Bulevar José Batlle y Ordóñez
- 6475	Avenida Mariscal Francisco Solano López
- 6468	Mariscala
- 6466	Hipólito Yrigoyen
- 2141	Plaza Sandino
- 6474	Almirón
- 6458	Avenida Bolivia
- 6459	Bolonia
- 6460	Cooper
- 6462	Doctor Eduardo Blanco Acevedo
- 6467	Lido
- 6457	Rafael Barradas
- 6353	Pasando El Puente Ya
- 6307	Armenia
- 6306	Arizona
- 6333	Géant
- 6319	Avenida A La Playa
- 6354	Avenida Racine
- 6362	Sena Km. 18
- 6327	Ecuador
- 6366	Calle A Frente A Tuyutí
- 7165	Calcagno
- 7167	Km. 20 Viviendas
- 7169	Radar
- 6885	Km. 21.200
- 6870	Cementerio De Mascotas
- 6887	Km. 22
- 6917	Parada Pozo
- 6922	Repecho Higueras
- 6889	Camino los Horneros
- 6856	BCA Solymar
- 6872	Centro De Rebajas
- 6930	Transformador UTE
- 6915	Avenida Márquez Castro
- 6874	Colinas De Solymar
- 6878	El Palmar
- 6850	Acodike Km. 28.500
- 7614	San Cristóbal
- 6883	Avenida Pérez Buttler
- 6868	Ruta A Pando
- 6891	Km. 29.800
- 6893	Km. 30
- 6895	Km. 30.300 Calle
- 6852	Autódromo
- 7436	Ibicuy
- 6858	Calle 33
- 6897	Km. 34 Peaje
- 6899	Km. 34.500
- 6901	Km. 35 Venus
- 6876	El Avión
- 6920	Avda. de los Pinos
- 6880	Entrada Km. 36.200
- 6903	Km. 37 Noguera
- 6866	Calle Colón
- 6905	Km. 38
- 6926	Ruta N.º 87 Arco Salinas
- 6907	Km. 38.500 Escuela
- 6928	Solis
- 6854	Avenida del Mar
- 6864	Calle Ámbar
- 6909	Km. 40.800
- 6860	Calle 7 Km. 41.300
- 6881	Fortín Santa Rosa
- 6911	Km. 42.500
- 6913	Km. 44
- 6862	Delmira Agustini Liceo
- 7281	Km. 45 Tienda Inglesa
- 6509	Circunvalación
- 6940	Calle 24
- 6946	Ciudad De Montevideo
- 6942	Roger Balet
- 6944	Diagonal Sur
- 6710	Calle 6
- 6712	Mario Ferreira
- 7039	Calle 1 B
- 7049	Calle 3 B
- 7041	Calle A
- 7043	Calle B
- 7053	Avenida Central
- 7574	Calle C (Los Paraísos)
- 7045	Calle D
- 7047	Calle E
- 7051	Calle F
- 6964	General Lavalleja
- 7282	Calle 3 Las Rosas
- 6833	Calle 5
- 7283	Calle 7 Los Nardos
- 7284	Calle 9 Las Margaritas
- 7285	Calle 11 Las Madres
- 6831	Calle 13 Los Junquillos
- 6841	Calle 15 Los Jacintos
- 6837	Calle 17 Las Glicinas
- 6835	Calle 19 Las Fresas
- 6843	Los Fresnos
- 6839	Calle 23 Los Claveles
- 7286	Avenida Argentina
- 7287	Calle 27 Las Amapolas
- 7575	Blanes
- 7576	Calle 27 Las Amapolas
- 7577	Calle D
- 7578	Calle E
- 7289	50 Metros
- 7579	Calle G
- 7290	Ruta Interbalnearia
- 7695	República Argentina
- 6423	Calle R1
- 6425	Calle S
- 6427	Calle U
- 6429	Calle 33 / W
- 6431	Calle P / Calle X1

Vuelta

|
- 6432	Avenida Argentina
- 6430	Calle W / Calle O
- 6428	Calle U
- 6426	Calle S
- 6424	Calle R1
- 7293	Ruta Interbalnearia
- 7695	República Argentina
- 7581	Calle G
- 7294	50 Metros
- 7582	Calle E
- 7583	Calle D
- 7287	Calle 27. Las Amapolas
- 7575	Blanes
- 7576	Calle 27. Las Amapolas
- 7584	Avda Argentina
- 6840	Calle 23. Los Claveles
- 6844	Los Fresnos
- 6836	Calle 19 Las Fresas
- 6838	Calle 17 Las Glicinas
- 6842	Calle 15 Los Jacintos
- 6832	Calle 13 Los Junquillos
- 7297	Calle 11 Madreselva
- 7298	Calle 9 Las Margaritas
- 7299	Calle 7 Los Nardos
- 6834	Calle 5
- 7300	Calle 3 Las Rosas
- 7052	Calle F
- 7048	Calle E
- 7046	Calle D
- 7301	Calle C
- 7054	Avenida Central
- 7044	Calle B
- 7042	Calle A
- 7050	Calle 3 B
- 7040	Calle 1 B
- 6713	Mario Ferreira
- 6711	Calle 6
- 6945	República Federativa Del Brasil
- 6943	Roger Balet
- 6947	Ciudad De Montevideo
- 6941	Calle 24
- 6510	Circunvalación
- 6863	Delmira Agustini Liceo
- 7302	Delmira Agustini
- 6914	Km. 44
- 6912	Km. 42.500
- 6882	Fortín Santa Rosa
- 6861	Calle 7 Km. 41.300
- 6910	Km. 40.800
- 6865	Calle Ámbar
- 6855	Avenida del Mar
- 6929	Solis
- 6908	Km. 38.500 Escuela
- 6927	Ruta N.º 87 Arco Salinas
- 6867	Km 38
- 7585	Colon
- 6904	Km. 37 Noguera
- 6921	Avenida de los Pinos
- 6877	El Avión
- 6902	Km. 35 Venus
- 6900	Km. 34.500
- 6898	Km. 34 Peaje
- 6859	Calle 33
- 6925	Río Negro Km 31
- 6853	Autódromo
- 6896	Km. 30.300
- 6894	Km. 30
- 7615	Km 29.500
- 6892	Km. 29.800
- 6869	Ruta Pando
- 6884	Avenida Pérez Buttler
- 6851	Acodike Km. 28.500
- 6879	El Palmar
- 6875	Colinas De Solymar
- 6916	Avenida Márquez Castro
- 6931	Transformador UTE
- 6873	Centro De Rebajas
- 6857	BCA Solymar
- 6890	Km. 24 La Tahona
- 6923	Repecho Higueras
- 6918	Parada Pozo
- 6888	Km. 22
- 6871	Cementerio De Mascotas
- 6886	Km. 21.200
- 7170	Radar
- 7168	Km. 20 Viviendas
- 7166	Calcagno
- 6367	Venezuela
- 7310	Ceibo
- 6328	Ecuador
- 6363	Sena Km. 18
- 6355	Racine
- 6320	Avenida A La Playa
- 6334	Géant
- 7311	Arizona
- 7312	Armenia
- 6477	Rafael Barradas
- 6489	Lido
- 6496	Santa Mónica
- 6483	Cooper
- 6479	Bolonia
- 6478	Avenida Bolivia
- 6498	Sepee
- 6476	Doctor Alejandro Gallinal
- 6487	Hipólito Yrigoyen
- 6491	Mataojo
- 6482	Comercio
- 6488	Bulevar José Batlle Y Ordóñez
- 6485	Doctor Francisco Simón
- 6480 Hospital de Clínicas
- 6495	Presidente Berro
- 6734	Duvimioso Terra
- 6733	Joaquín Requena
- 7200	Defensa
- 7199	Arenal Grande
- 7203	Minas
- 7201	Ejido
- 7205	Rondeau
- 7204	Río Branco
- 7206	Ciudadela
- 7316	Terminal Baltasar Brum

|}

## Frecuencia
- El C4 pasa cada 25 minutos en cualquiera de sus dos destinos, servicio hacia Portuarios cada 1 hora y hacia Parque del Plata cada 1 hora también.

## Ramales
- C4 Montevideo - Parque del Plata (DIRECTO)

```
    * Cumple la misma ruta que el que no es directo pero reduce ampliamente sus paradas cosa que lo hace más rápido.
```

- C4 Montevideo - Portuarios

```
    * Ruta anterior
    * República Argentina
    * Calle P
    * Calle 41
    * Calle 3
    * Rambla Costanera General José Artigas
    * Calle J hasta calle 44.
    * 
Colonia de Vacaciones Portuarios
```

## Barrios servidos
El C4 pasa por: Centro, Cordón, Tres Cruces, La Blanqueada, Malvín, Malvín Norte, Parque Rivera, Carrasco, Carrasco Norte, Barra de Carrasco, Parque Rooselvelt, Parque Carrasco, Solymar, Montes de Solymar, El Pinar, Rincón del Pinar, Neptunia, Pinamar, Salinas, Marindia, Fortín de Santa Rosa, Villa Argentina, Atlántida, Las Toscas, Barrio La Llanada, Barrio Centro, Parque del Plata Sur, Parque del Plata Norte hasta Barrio el Paso.